# Faras (Beocia)
Faras (en griego, Φαραί) es el nombre de una antigua ciudad griega de Beocia.
Según Estrabón, se trataba de un lugar que formaba parte de la tetrakomía del territorio de Tanagra, junto con Harma, Micaleso y Heleón.
Se localiza en una colina que está unos 7 km al norte de las ruinas de la antigua Tanagra.